# (11682) Shiwaku
(11682) Shiwaku (1998 EX6) – planetoida z pasa głównego asteroid okrążająca Słońce w ciągu 3,78 lat w średniej odległości 2,43 j.a. Odkryta 3 marca 1998 roku.